# Jeremy Kirchman
Jeremy Joseph Kirchman (* 1972) ist ein US-amerikanischer Ornithologe und Paläontologe (Paläornithologie mit dem Schwerpunkt Holozän). Er ist Kurator für Ornithologie am New York State Museum in Albany (New York).

## Leben
Kirchman wuchs in Illinois auf und beobachtete schon am College Vögel in den Ozark Mountains. Er studierte Biologie an der Illinois Wesleyan University mit dem Bachelor-Abschluss 1994 und Zoologie an der Louisiana State University mit dem Master-Abschluss 1997 (über Populationsgenetik von Höhlen-Schwalben). Danach war er 1997 bis 2000 am Field Museum of Natural History in Chicago und 2000/2001 Lehrer für Biologie an der St. Gregory High School in Chicago. 2001 ging er zum weiteren Studium der Zoologie an die University of Florida, an der er 2006 bei David William Steadman promoviert wurde. Seit 2006 ist er Kurator für Vögel am New York State Museum. Außerdem ist er Assistant Professor an der University at Albany, The State University of New York.
Er untersuchte unter anderem ausgestorbene Rallen von Inseln im Westpazifik aus archäologischen Funden (Thema seiner Dissertation) und ihre Verwandtschaftsverhältnisse mit Ancient-DNA-Analyse und initiierte Forschungsprojekte zu vom Menschen ausgerottete Vogelarten in Nordamerika. Er untersucht mit DNA-Analyse isolierte Populationen von Vögeln und biogeographische Diversifikation.
Mit Steadman verfasste er die wissenschaftliche Erstbeschreibungen zu einigen ausgestorbenen Rallenarten der Gattung Gallirallus, darunter (Gallirallus gracilitibia, Gallirallus epulare, Gallirallus roletti, Gallirallus storrsolsoni), zum Purpurhuhn Porphyrio mcnabi und zu einigen Kuckuckstauben.
Ferner untersuchte er die Entwicklung von Kojoten durch Hybridisierung mit Wölfen (Coywolf) im Nordosten der USA und die Evolution der menschlichen Laus.

## Auszeichnungen
2003 wurde Kirchman in die wissenschaftliche Vereinigung Sigma Xi aufgenommen.